# Xyroptila africana
Xyroptila africana är en fjärilsart som beskrevs av Jacques-Marie-Frangile Bigot 1969. Xyroptila africana ingår i släktet Xyroptila och familjen fjädermott. Inga underarter finns listade i Catalogue of Life.